# Chicago Med
Chicago Med é uma telesérie de drama médico criada por Dick Wolf e Matt Olmstead, sendo a terceira série da franquia Chicago. A série segue os médicos e enfermeiros do departamento de emergência do hospital Gaffney Chicago Medical Center, enquanto trabalham para salvar vidas, lidam com as pressões pessoais e profissionais de seus empregos.  
A série estreou na NBC em 17 de novembro de 2015. Em 5 maio de 2025, a série foi renovada para sua 11ª temporada.

## Sinopse
Spin-off de Chicago Fire, a série acompanha o dia-a-dia de um grupo de médicos e enfermeiros de um hospital de Chicago. Entre eles, a Dra. Natalie Manning (Torrey DeVitto), especializada em pediatria;  Sharon Goodwin (S. Epatha Merkerson), diretora do hospital, que prefere se relacionar com os pacientes; o Dr. Daniel Charles (Oliver Platt), chefe da psiquiatria; o Dr. Will Halstead (Nick Gehlfuss) e as enfermeiras Maggie Lokwood (Marlyne Barrett) e April Sexton (Yaya DaCosta).

## Elenco
| Nome                 | Ator                | Cargo                        | Temporadas       | Temporadas       | Temporadas       | Temporadas       | Temporadas       | Temporadas       | Temporadas       | Temporadas       | Temporadas       | Temporadas       | Temporadas |
| Nome                 | Ator                | Cargo                        | 1                | 2                | 3                | 4                | 5                | 6                | 7                | 8                | 9                | 10               | 11         |
| Elenco principal     | Elenco principal    | Elenco principal             | Elenco principal | Elenco principal | Elenco principal | Elenco principal | Elenco principal | Elenco principal | Elenco principal | Elenco principal | Elenco principal | Elenco principal |            |
| -------------------- | ------------------- | ---------------------------- | ---------------- | ---------------- | ---------------- | ---------------- | ---------------- | ---------------- | ---------------- | ---------------- | ---------------- | ---------------- | ---------- |
| Dr. Will Halstead    | Nick Gehlfuss       | Médico Emergencista          | Principal        | Principal        | Principal        | Principal        | Principal        | Principal        | Principal        | Principal        |                  |                  |            |
| April Sexton         | Yaya DaCosta        | Enfermeira                   | Principal        | Principal        | Principal        | Principal        | Principal        | Principal        |                  | Recorrente       |                  |                  |            |
| Dra. Natalie Manning | Torrey DeVitto      | Médica Emergencista          | Principal        | Principal        | Principal        | Principal        | Principal        | Principal        | Principal        | Convidada        |                  |                  |            |
| Dra. Sarah Reese     | Rachel DiPillo      | Residente em Psiquiatria     | Principal        | Principal        | Principal        | Convidada        |                  |                  |                  |                  |                  | Recorrente       |            |
| Dr. Connor Rhodes    | Colin Donnell       | Cirurgião Cardiotorácico     | Principal        | Principal        | Principal        | Principal        | Principal        |                  |                  |                  |                  |                  |            |
| Dr. Ethan Choi       | Brian Tee           | Médico Emergencista          | Principal        | Principal        | Principal        | Principal        | Principal        | Principal        | Principal        | Principal        |                  |                  |            |
| Maggie Lockwood      | Marlyne Barrett     | Enfermeira                   | Principal        | Principal        | Principal        | Principal        | Principal        | Principal        | Principal        | Principal        | Principal        | Principal        | Principal  |
| Dr. Daniel Charles   | Oliver Platt        | Chefe da Psiquiatria         | Principal        | Principal        | Principal        | Principal        | Principal        | Principal        | Principal        | Principal        | Principal        | Principal        | Principal  |
| Dra. Sharon Goodwin  | S. Epatha Merkerson | Chefe do hospital            | Principal        | Principal        | Principal        | Principal        | Principal        | Principal        | Principal        | Principal        | Principal        | Principal        | Principal  |
| Dra. Ava Bekker      | Norma Kuhling       | Cirurgiã Cardiotorácica      |                  | Recorrente       | Principal        | Principal        | Principal        |                  |                  |                  |                  |                  |            |
| Dr. Crockett Marcel  | Dominic Rains       | Cirurgião de Trauma          |                  |                  |                  |                  | Principal        | Principal        | Principal        | Principal        | Principal        |                  |            |
| Dr. Dean Archer      | Steven Weber        | Chefe Interino da Emergência |                  |                  |                  |                  |                  | Recorrente       | Principal        | Principal        | Principal        | Principal        | Principal  |
| Dylan Scott          | Guy Lockard         | Pediatra                     |                  |                  |                  |                  |                  |                  | Principal        | Principal        |                  |                  |            |
| Dra. Hannah Asher    | Jessy Schram        | Médica de Emergência         |                  |                  |                  |                  | Recorrente       | Convidada        | Principal        | Principal        | Principal        | Principal        | Principal  |
| Dr. Mitch Ripley     | Luke Mitchell       | Médico de Emergência         |                  |                  |                  |                  |                  |                  |                  |                  | Principal        | Principal        | Principal  |
| Dr. Caitlin Lenox    | Sarah Ramos         | Assistente de emergência     |                  |                  |                  |                  |                  |                  |                  |                  |                  | Principal        | Principal  |
| Dr. John Frost       | Darren Barnet       | Residente pediatra           |                  |                  |                  |                  |                  |                  |                  |                  |                  | Principal        | Principal  |

### Elenco principal
- Nick Gehlfuss como Dr. Will Halstead, médico do Departamento de Emergência do Gaffney Chicago Med e irmão do detetive Jay Halstead.
- Yaya DaCosta como April Sexton, uma enfermeira da emergência. Ela é descendente de pais brasileiros e tem um irmão mais novo, Noah, que é estudante de medicina no hospital.
- Torrey DeVitto como a Dra. Natalie Manning, pediatra de Seattle que está fazendo uma bolsa de medicina de emergência, e uma mãe viúva que lidava com a perda de seu marido Jeff, que foi morto em combate, servindo no exército dos EUA.
- Norma Kuhling como a Dra. Ava Bekker, uma cirugiã cardiotorácica que tem uma paixão pelo Dr. Connor Rhodes.
- Colin Donnell como Dr. Connor Rhodes, um cirurgião de trauma, com subespecialização em cirurgia cardiotorácica, que passou algum tempo em Riyad após sua residência.
- Brian Tee como o Dr. Ethan Choi, da Reserva da Marinha dos Estados Unidos, um Residente Chefe do Departamento de Emergência, com experiência em doenças infecciosas, que acabou de retornar aos Estados Unidos.
- Rachel DiPillo como a Dra. Sarah Reese (temporadas 1–4), originalmente uma estudante de medicina do quarto ano, que não se sente feliz na medicina de emergência e prefere se tornar uma patologista. Depois de se formar na faculdade de medicina, ela muda de ideia sobre ser patologista e se torna residente em psiquiatria.
- S. Epatha Merkerson como Sharon Goodwin, Chefe de Serviços Médicos do Gaffney Chicago Medical Center. Ela trabalhou como enfermeira cirúrgica.
- Oliver Platt como o Dr. Daniel Charles, chefe do departamento de psiquiatria, que geralmente é encarregado de ajudar os outros médicos a lidar com as nuances psicológicas da medicina ou pacientes difíceis. Ele é formado pela Universidade da Pensilvânia.
- Marlyne Barrett como Maggie Lockwood, enfermeira chefe do Departamento de Emergência, que não tem medo de falar o que pensa quando o assunto é conselhos ou educar alguém. Na quinta temporada, ela é diagnosticada com câncer de mama metastático, mas depois é curada e se casa com o ex-paciente com câncer Ben Campbell.

- Steven Weber como Dr. Dean Archer (6ª temporada–presente), um experiente cirurgião de trauma e médico de emergência, além de mentor do Dr. Ethan Choi, com quem serviu na Marinha. Ele eventualmente assume o cargo de Chefe de Medicina de Emergência antes de se tornar co-chefe do departamento na 10ª temporada, retornando à função de médico assistente após a Dra. Caitlin Lenox assumir todas as responsabilidades de gestão.

- Jessy Schram como Dra. Hannah Asher (recorrente na 5ª temporada; convidada na 6ª temporada; 7ª temporada–presente), uma médica assistente em obstetrícia e ginecologia de Los Angeles que já lutou contra o abuso de substâncias antes de ficar sóbria.[5]
- Luke Mitchell como Dr. Mitchell Ripley (temporada 9–presente), um médico assistente do pronto-socorro e um ex-delinquente violento que foi tratado pelo Dr. Charles e desde então mudou de vida.[6]

### Elenco recorrente
- Julie Berman como Dr. Samantha "Sam" Zanetti (Temporada 1), uma cirurgiã de trauma que tem um relacionamento com Connor Rhodes na primeira temporada.
- Deron J. Powell como Tate Jenkins (Temporada 1-2), um jogador aposentado da NFL que se encontra com April quando ela ajuda a tratar seu filho na primeira temporada. Eles se tornam noivos na segunda temporada, mas terminam logo depois que ele perde seu filho.
- Peter Mark Kendall como Joey Thomas, um técnico de laboratório e o ex-namorado de Sarah.
- Roland Buck III como Dr. Noah Sexton, estudante de medicina e irmão mais novo de April.
- Brennan Brown como o Dr. Sam Abrams, um neurocirurgião.
- Gregg Henry como Dr. David Downey (Temporada 1), um cirurgião cardiotorácico de alto nível, que foi o mentor de Connor Rhodes, até sua morte no final da primeira temporada.
- Jeff Hephner como Jeff Clarke (Temporada 1-2), um estudante de medicina e amigo da família de Natalie. Clarke era bombeiro no Chicago Fire Department antes de voltar para a faculdade de medicina. Ele e Natalie têm um relacionamento de curta duração que termina quando Natalie percebe que seu falecido marido não aprovou os sentimentos de Clarke por ela. Ao completar a faculdade de medicina, Jeff combina com um hospital em Honolulu, no Havaí.
- D.W. Moffett como Cornelius Rhodes (temporadas 1-4), pai do Dr. Connor Rhodes. Ele administra a empresa familiar Dolen Rhodes, uma loja de departamentos de luxo fundada por seu pai. Ele é assassinado pela Dra. Ava Bekker, ex-namorada do Dr. Rhodes, por overdose de insulina no episódio "Forever Hold Your Peace" da quarta temporada, em uma tentativa de reconquistar o Dr. Rhodes, o que é revelado mais tarde na estreia da quinta temporada, "Never Going Back to Normal", resultando no suicídio do Dr. Bekker.
- Ato Essandoh como Dr. Isidore Latham (temporadas 2 a 5; participação especial na 6ª temporada), assistente e posteriormente Chefe de Cirurgia Cardiotorácica que supervisiona a bolsa de estudos do Dr. Connor Rhodes. Latham tem transtorno do espectro autista, o que às vezes dificulta a compreensão das respostas emocionais da equipe médica.
- Mekia Cox como Dra. Robin Charles (temporadas 2 a 4; participação especial nas temporadas 5 e 10), epidemiologista e filha do Dr. Daniel Charles, com quem estava distante. Ela namora o Dr. Connor Rhodes durante as temporadas 2 e 3.
- Eddie Jemison como Dr. Stanley Stohl (temporadas 2–3; participação especial na 4ª temporada), Chefe de Medicina de Emergência, chamado de forma irônica de "O Troll" pela equipe devido ao seu jeito condescendente e de cortejar a publicidade. Na estreia da quarta temporada, "Be My Better Half", ele é demitido do Chicago Med após uma decisão arbitrária do diretor de operações do Gaffney Chicago Medical Center.

- Gregory Alan Williams como Bert Goodwin (temporadas 5, 9; participação especial nas temporadas 2–3, 6), ex-marido de Sharon.

- Carlos Rogelio Diaz como Hank (temporadas 2, 4–6; temporadas convidadas 3, 7–10), Enfermeiro do pronto-socorro.

- Nate Santana como Dr. James Lanik (temporadas 4 a 6; participação especial nas temporadas 3 e 7), Chefe de Cirurgia de Trauma, ex-chefe interino do pronto-socorro.

- Ander Cho como Emily Choi (temporadas 3–4), a irmã mais nova e afastada do Dr. Ethan Choi, que está se recuperando de uma dependência química.

- Heather Headley como Gwen Garrett (temporada 4; participação especial nas temporadas 3, 5 e 6), a recém-nomeada diretora de operações da Gaffney. Ela constantemente discute com Sharon sobre gastos hospitalares e, às vezes, usa sua posição para tomar decisões retaliatórias contra ela.

- Michel Gill como Dr. Robert Haywood (temporada 3; participação especial na temporada 4), pai afastado da Dra. Sarah Reese, que era professor de astrofísica e suspeito de ser um serial killer.

- Sarah Ramos como Dra. Caitlin Lenox (temporada 10), uma veterana do Exército que se torna a nova codiretora do Departamento de Emergências e, eventualmente, Chefe de Medicina de Emergência. Lenox é uma médica muitas vezes destemida, com um comportamento comedido e racional. Quando sua compaixão vem à tona, ela se mostra surpreendente, sincera e criativa.
- Darren Barnet como Dr. John Frost (temporada 10), um residente de emergência pediátrica que se juntou a Gaffney após o fechamento do hospital anterior em que trabalhava. Frost é revelado como um antigo galã adolescente que participou de uma série de televisão popular.

## Episódios
| Temporada | Temporada | Episódios | Episódios | Originalmente exibido  | Originalmente exibido | Audiência | Audiência                           |
| Temporada | Temporada | Episódios | Episódios | Estreia da temporada   | Final da temporada    | Rank      | Média de visualizações (em milhões) |
| --------- | --------- | --------- | --------- | ---------------------- | --------------------- | --------- | ----------------------------------- |
|           | Piloto    | Piloto    | Piloto    | 7 de abril de 2015     | 7 de abril de 2015    | —         | 8.43                                |
|           | 1         | 18        | 18        | 17 de novembro de 2015 | 17 de maio de 2016    | 37        | 9.83                                |
|           | 2         | 23        | 23        | 22 de setembro de 2016 | 11 de maio de 2017    | 28        | 9.47                                |
|           | 3         | 20        | 20        | 21 de novembro de 2017 | 15 de maio de 2018    | 27        | 10.10                               |
|           | 4         | 22        | 22        | 26 de setembro de 2018 | 22 de maio de 2019    | 15        | 11.04                               |
|           | 5         | 20        | 20        | 25 de setembro de 2019 | 15 de abril de 2020   | 12        | 11.22                               |
|           | 6         | 16        | 16        | 11 de novembro de 2020 | 26 de maio de 2021    | 9         | 9.74                                |
|           | 7         | 22        | 22        | 22 de setembro de 2021 | 25 de maio de 2022    | 11        | 9.11                                |
|           | 8         | 22        | 22        | 21 de setembro de 2022 | 24 de maio de 2023    | 10        | 8.46                                |
|           | 9         | 13        | 13        | 17 de janeiro de 2024  | 22 de maio de 2024    | 11        | 8.07                                |
|           | 10        | 22        | 22        | 25 de setembro de 2024 | 21 de maio de 2025    | ASA       | ASA                                 |

### Crossovers
- "The Beating Heart" (Chicago Fire T04E10) / "Malignant" (Chicago Med T01E05) / "Now I'm God" (Chicago P.D. T03E10) - Christopher Herrmann é tratado no Chicago Med depois de ser esfaqueado, enquanto uma mulher em coma resgatada de um incêndio é descoberta como uma dos quatro pacientes que receberam quimioterapia desnecessária por um médico que pode ter matado a esposa de Voight.
- "Going to War" (Chicago Fire T07E02) / "When to Let Go" (Chicago Med T04E02) / "Endings" (Chicago P.D. T06E02) - Um incêndio consome um complexo de apartamentos de 25 andares, enviando os sobreviventes ao Chicago Med. Quando a inteligência descobre a causa do incêndio, o caso fica pessoal para Jay Halstead.
- "Infection: Part I" (Chicago Fire T08E04) /  "Infection: Part II" (Chicago Med T05E04) / "Infection: Part III" (Chicago P.D. T07E04) - Uma bactéria rara e mortal, deixa várias vítimas pela cidade.
- "In the Trenches: Part I (Chicago Fire T13E11) /  "In the Trenches: Part II" (Chicago Med T10E11) / "In the Trenches: Part III" (Chicago P.D. T12E11) - Quando uma explosão de gás arrasa um arranha-céu, os socorristas de Chicago saem para resgatar centenas de civis, incluindo 40 pessoas presas no fundo do solo.

## Produção
A série recebeu sinal verde da NBC para o episódio piloto em 1º de maio de 2015. Em 21 de agosto de 2015, Andrew Dettman demitiu-se como showrunner devido a "diferenças criativas" após sua nomeação em junho. Andrew Schneider e Diane Frolov foram nomeados como novos showrunners em 27 de agosto de 2015. A NBC ordenou originalmente 13 episódios para a primeira temporada; No entanto, em 11 de dezembro de 2015, foram encomendados 5 episódios adicionais, trazendo a temporada para 18 episódios. 
Em 1 de fevereiro de 2016, a NBC renovou a série para uma segunda temporada. Em 15 de maio de 2016, foi anunciado que a série passaria às quintas-feiras.  Em 13 de março de 2020, a Universal Television encerrou a produção da série, até segunda ordem, devido à pandemia de COVID-19. A sexta temporada estreou em 11 de novembro de 2020.

## Elenco
Laurie Holden foi originalmente escolhida como Dra. Hannah Tramble, mas abandonou devido a "razões familiares".  Em 29 de maio de 2015, a estrela de Arrow, Colin Donnell, foi escalado para interpretar o Dr. Connor Rhodes. Em julho de 2015, Brian Teese juntou ao elenco como Dr. Ethan Choi, um especialista em prevenção de doenças infecciosas e um médico da Reserva da Marinha. A estrela de Pretty Little Liars, Torrey DeVitto, foi escalada como a Dra. Natalie Manning, pediatra da emergência. 
Em 19 de abril de 2019, a NBC anunciou que os atores Colin Donnell e Norma Kuhling, seriam retirados da série no final da quarta temporada por razões criativas. Em 12 de maio de 2021, a NBC anunciou que os membros do elenco original Yaya DaCosta e Torrey DeVitto deixariam a série no final da sexta temporada após decidirem não renovarem seus contratos. Em 21 de julho de 2021, foi anunciado que Steven Weber seria promovido a regular após aparecer na sexta temporada, e Guy Lockard e Kristen Hager se juntariam ao elenco principal. Em 12 de outubro de 2022, a NBC anunciou que Brian Tee deixaria a série após oito temporadas.